# آخرین رقص سالومه
آخرین رقص سالومه (انگلیسی: Salome's Last Dance) یک فیلم بریتانیایی به کارگردانی کن راسل است که بر پایهٔ نمایشنامهٔ سالومه اثر اسکار وایلد ساخته و در سال ۱۹۸۸ منتشر شد.

## بازیگران
- گلندا جکسون
- دنیس لیل
- نیکلاس گریس در نقش اسکار وایلد
- داگلاس هاج
- دیوید دویل
- کنی ایرلند
- کن راسل